# Dichromodes explanata
Dichromodes explanata là một loài bướm đêm trong họ Geometridae.